# جو تشونغ
جو تشونغ (بالصينية: 鍾祖康) هو سياسي صيني، ولد في 1960 في الصين. حزبياً، نشط في Democratic Party (Hong Kong) ‏.